# Peștera Prespodnea
Peștera „Prespodnea” (în ucraineană Печера «Пресподня», în română Peștera „Infern”) este un monument al naturii de tip carstic și speologic de importanță locală din raionul Hotin, regiunea Cernăuți (Ucraina), situat lângă satul Grineacica.
Suprafața ariei protejate constituie 1 hectar și a fost înființată în anul 1994 prin decizia consiliului regional. Statutul a fost acordat pentru conservarea unei pâlnii carstice rare, cu o peșteră în gips, lungimea căreia este de 54 m.